# Fran Levstik
Fran Levstik (1831-1887) fue uno de los escritores eslovenos más famosos, dramaturgo, activista político y el fundador de la crítica literaria eslovena. Nació en el seno de una familia campesina en la Baja Carniola, que entonces formaba parte del Imperio austrohúngaro.
Estudió teología en el seminario de Olomouc (Moravia), pero no terminó la carrera por un conflicto sobre su primer libro de poesías, Pesmi (Poesías, 1854), que provocó entusiasmo, pero también fue considerado muy inmoral, lo que llevó a que el libro fuera prohibido y a Levstik lo expulsaran del seminario. 
Primero trabajó como maestro en el castillo Turn y luego como redactor del periódico político Naprej. Fue redactor del diccionario esloveno-alemán.
En su compleja personalidad cultivó todos los géneros literarios. Como poeta es demasiado racional y demasiado directo en la expresión de sentimientos; su tema es generalmente amoroso, su tratamiento al principio de su carrera es propio de la poesía popular, luego sigue a los prerrománticos alemanes y a Schiller y Prešeren. 
Escribió dos ciclos de poesías dedicados a mujeres con las que le ligaba una relación sentimental, Poesías de Tona (Tonine pesmi) (1859) y Poesías de Franja (Franjine pesmi), y, entre otras, una de las mejores baladas eslovenas El rey fugitivo (Ubežni kralj), basada en romances españoles, la oda A los enemigos (So-vražnikom) (1870), escrita cuando debió trasladarse a Viena por su oposición a Bleiwis, y poesías infantiles.
De su obra en prosa destacan: Viaje de Litija a Čatež (Popotovanje od Litije do Čateža), escrito conforme a los libros de viajes ilustrados y románticos, pero con digresiones personales sobre problemas políticos, sociales, culturales, y su programa literario de acercamiento de la literatura al pueblo esloveno; su novela breve Martin Krpan (1858), basada en una leyenda popular eslovena, creó un modelo, con humor y al mismo tiempo utilizando un idioma esloveno depurado y estilizado.
De su obra filológica en literatura, su trabajo más destacable es la crítica de la novela de Jurčič El décimo hermano y en lingüística los Errores del esloveno escrito (Napake slovenskega pisanja) (1858), publicada en el Diario, donde critica especialmente los germanismos.
En dramaturgia fue más activo como organizador (fundó en Liubliana la Asociación Dramática Eslovena) que como autor. Aun así, escribió la farsa rural Juntez, la tragedia Tugomer y algunas obras menores.
Ayudó a organizar la revista literaria Slovenski Narod y luego la revista Ljubljanski Zvon.
Murió el 16 de noviembre en 1887 en Lubliana.

## Obras

### Poesía
Su tema central es el amor, también el pensamiento sobre sí mismo y sobre el destino.
- Poemas (Pesmi, 1854).
- Poemas de Tona (Tonine pesmi, 1859).
- Poemas de Franja (Franjine pesmi, 1870).
- Poemas narradores (Pripovedne pesmi).
- Reflexiones (Refleksije).
- Sátiras (Satire).
- Poemas para la gente joven (Pesmi za mladino).

### Prosa
Escribió sobre todo prosa corta: cuentos, libros de viaje, novelas.
- Iz Bučelstva (1853).
- Martin Krpan de Vrh (Martin Krpan z Vrha, 1858).
- El viaje de Litija a Čatež (Popotovanje iz Litije do Čateža, 1858).
- El décimo hermano (Deseti brat, 1863).
- San doctor Bežanec en el pueblo de Tožbanja (Sveti doktor Bežanec v Tožbanji vasi, 1870).
- Quién hizo la camisa de Videk (Kdo je napravil Vidku srajčico, 1955).

### Teatro
- Juntez
- Tugomer

### Crítica literaria
Sus críticas literarias más famosas son Napake slovenskega slovstva y Pravda o slovenskem šestomeru.
- Datos: Q15800
- Multimedia: Fran Levstik / Q15800